# マリオ・ソリアーノ
マリオ・ソリアーノ・カレーニョ（Mario Soriano Carreño、2002年4月22日 - ）は、スペイン・マドリード州アルカラ・デ・エナーレス出身のサッカー選手。SDエイバル所属。ポジションはMF。

## クラブ経歴
2007年、5歳でアトレティコ・マドリードのカンテラに入団すると、2019-20シーズンからBチームでプレーし始め、2021年1月6日、コパ・デル・レイのUEコルネジャ戦にて、ジョアン・フェリックスとの途中交代でトップチームデビューを飾った。
2021年8月31日、新たに創設されたリーグであるプリメーラ・ディビシオンRFEFのデポルティーボ・ラ・コルーニャに1シーズンの間レンタル移籍することが決定した。シーズン終了後の2022年7月17日、デポルティーボに完全移籍。
2023年7月14日、2023-24シーズンはセグンダ・ディビシオンのSDエイバルへレンタル移籍することが発表された。